# Émile Oberkampf
Émile, baron Oberkampf (1er novembre 1787, Jouy-en-Josas - 10 avril 1837, Paris), est un homme politique français.

## Biographie
Fils de Christophe-Philippe Oberkampf et de sa seconde épouse, Anne Elisabeth Michelle Massieu, il succède à son père dans la direction de la manufacture de toiles de Jouy. 
Il est fait baron héréditaire par lettres patentes du Roi Louis XVIII, le 12 février 1820.
En 1823, il achète, dans l'Oise, le château de Guiscard et son domaine, qu'ils revend en 1831.
Conseiller général de Seine-et-Oise et d'opinions libérales, il est élu député de Seine-et-Oise au grand collège le 24 novembre 1827. Il siège avec la gauche, auprès de Charles Malo de Lameth, vote comme lui avec l'opposition de gauche, fut des 221.
Il est réélu le 19 juillet 1830, prend part à la mise en place de la Monarchie de Juillet et siège jusqu'au renouvellement du 31 mai 1831.
Il est inhumé au cimetière du Père-Lachaise 39e division.

### Distinction
- chevalier de la Légion d'honneur

### Mariage et descendance
Il épouse à Jouy en Josas le 17 avril 1813 Laurette Joly de Bammeville (Saint Quentin, 21 mars 1796 - 1876), fille de Pierre Louis Samuel Joly de Bammeville, filateur, maire de Saint-Quentin, et de Henriette de Laval Fesquet. Dont cinq enfants :
- Louis Oberkampf, baron Oberkampf (Paris, 2 mai 1814 - Paris 8e, 22 juillet 1872), marié à Paris en 1837 avec Laure Chatoney, fille de Henry Louis Chatoney et de Catherine Henriette Adélaïde Vieusseux. Dont postérité ;
- Élise Oberkampf (Jouy en Josas, 10 juin 1816 - Paris, 1816) ;
- Élise (II) Oberkampf (Jouy en Josas, 17 décembre 1818 -  Blanquefort, 29 décembre 1886), mariée à Paris en 1836 avec Paul-Frédéric Portal (1803-1876), conseiller d'État[5], fils de Pierre-Barthélémy Portal d'Albarèdes, ministre de la Marine sous Louis XVIII, dont postérité ;
- Émile Oberkampf (Paris, 1822 - Alger, 1854), lieutenant de spahis, mort en Algérie ;
- Céline Laurence Oberkampf (Paris, 14 avril 1823 - Le Havre, 17 mai 1886), mariée à Paris en 1846 avec Henri François Delaroche (1816-1903), dont postérité[6].

### Sources
- « Émile Oberkampf », dans Adolphe Robert et Gaston Cougny, Dictionnaire des parlementaires français, Edgar Bourloton, 1889-1891 [détail de l’édition]